# モナシュ大学

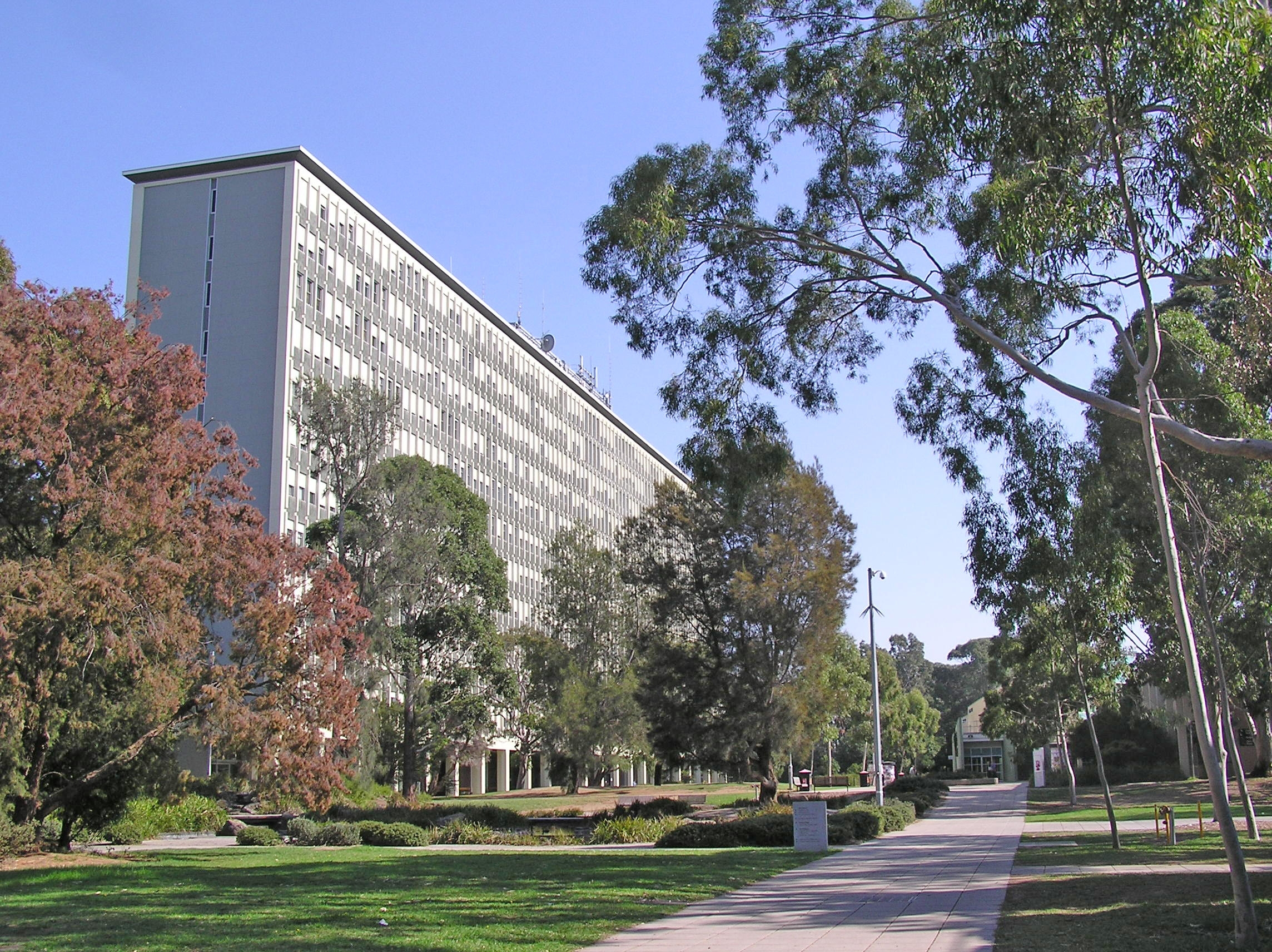
Claytonキャンパス

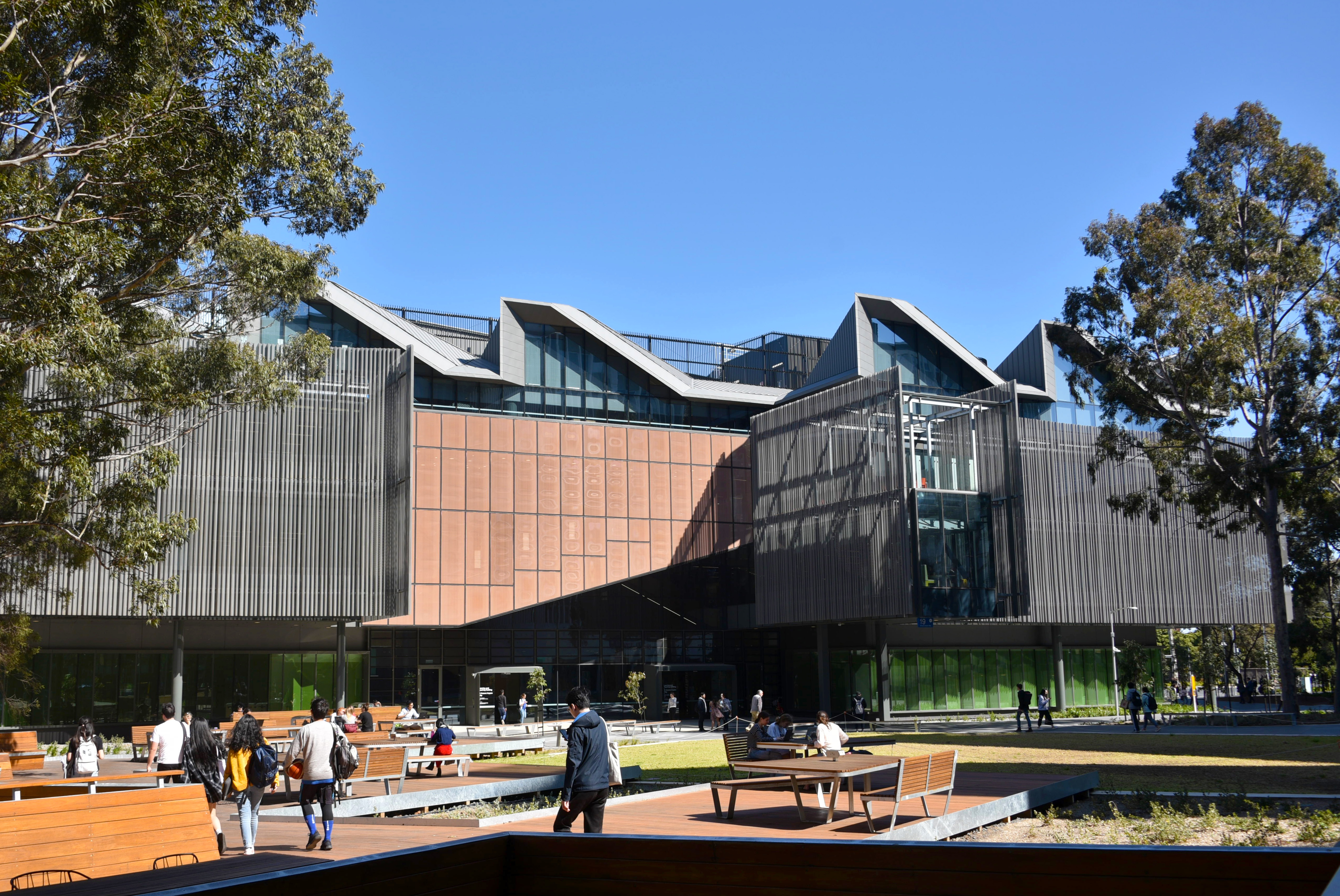
Learning and Teaching Building

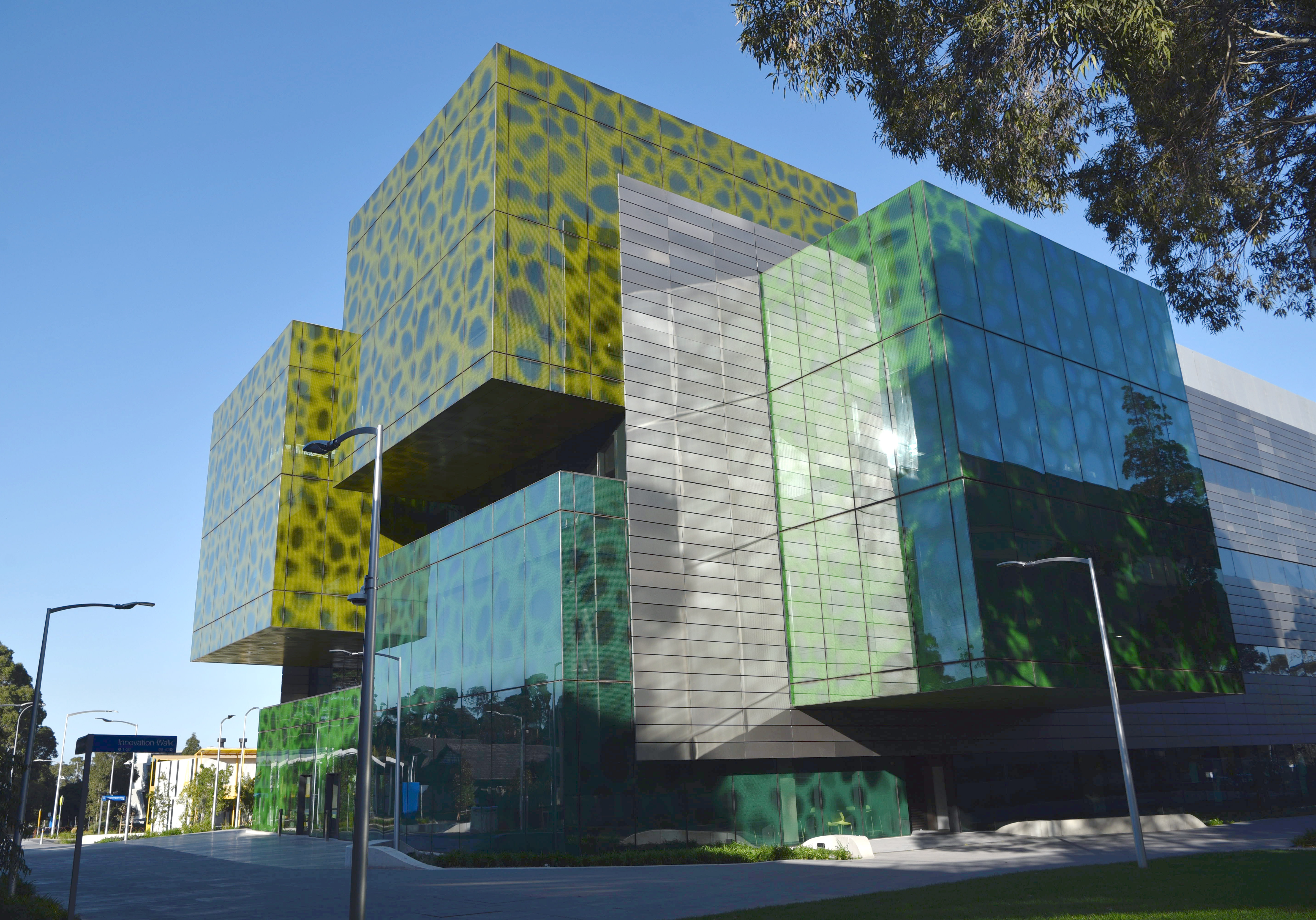
Biomedical Learning and Teaching Building

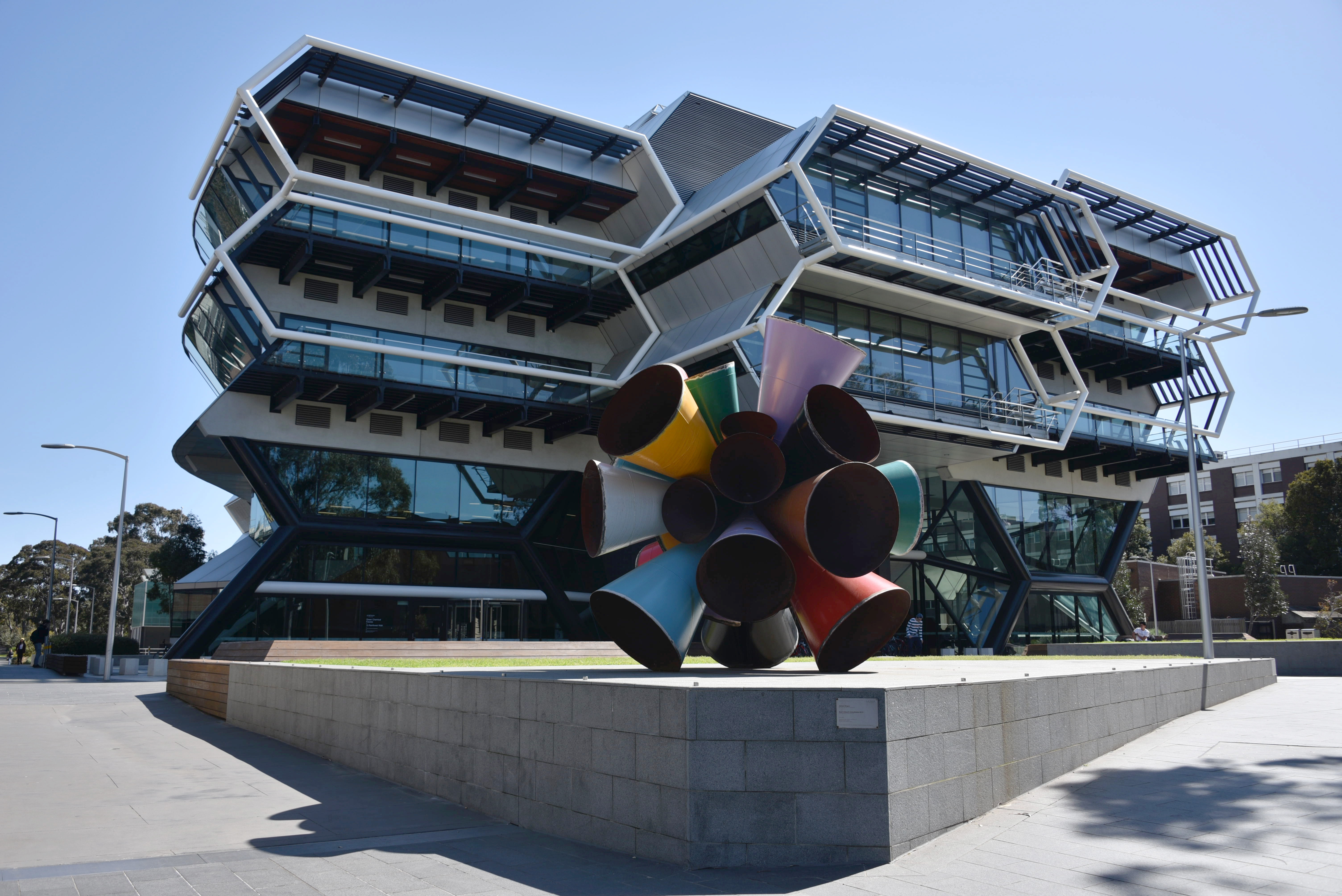
Green Chemical Futures Building

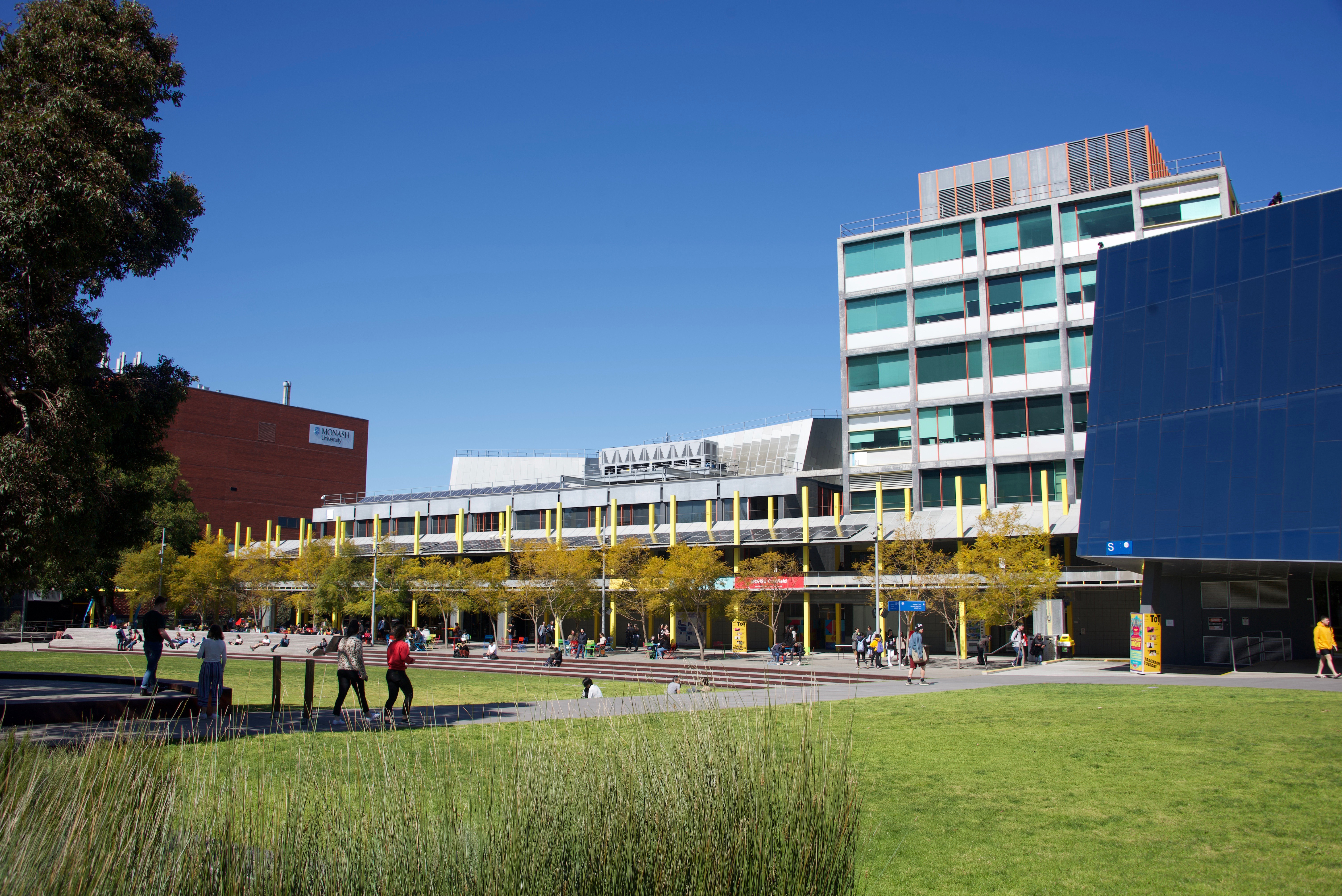
Caulfieldキャンパス

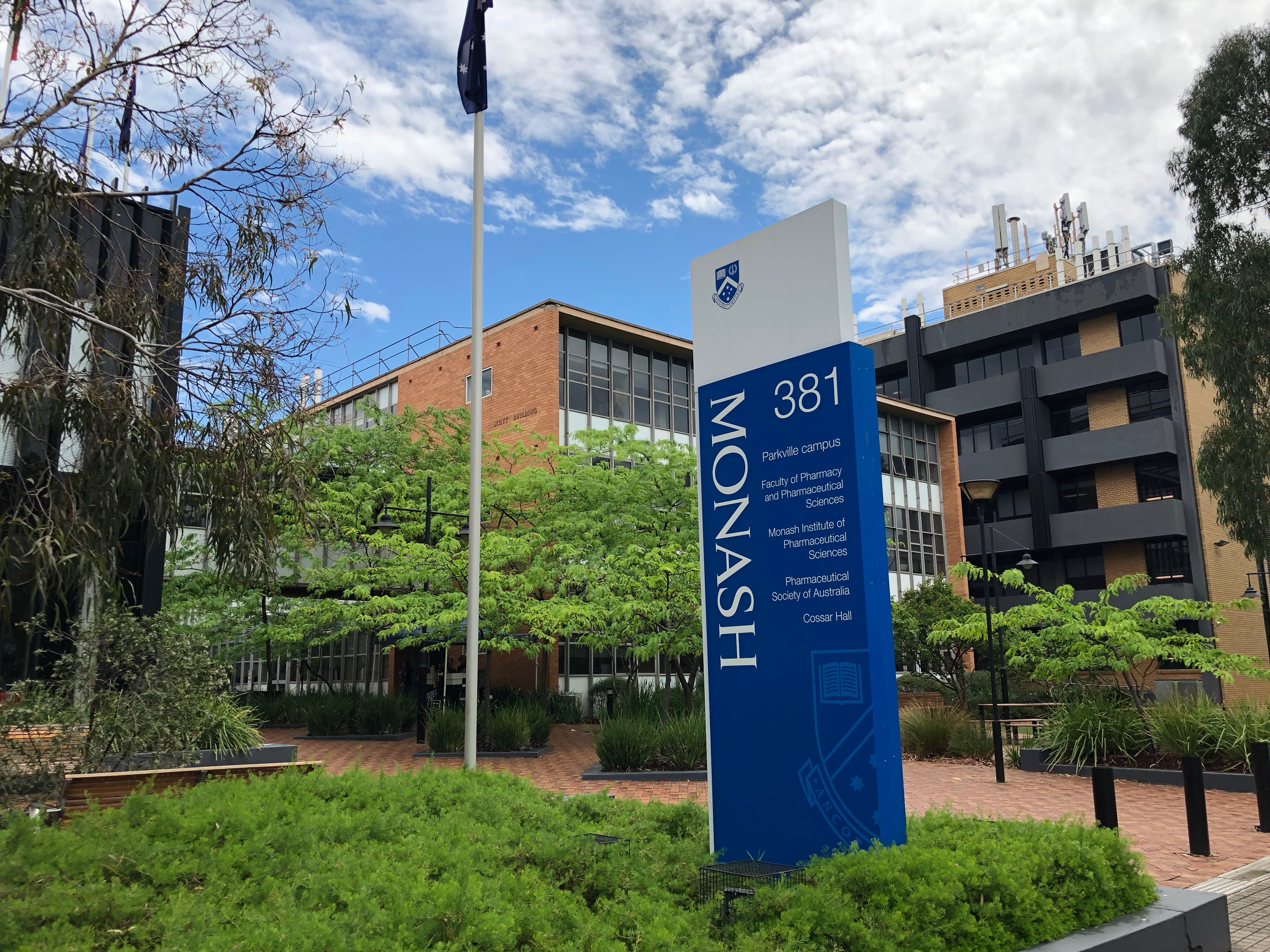
Parkvilleキャンパス

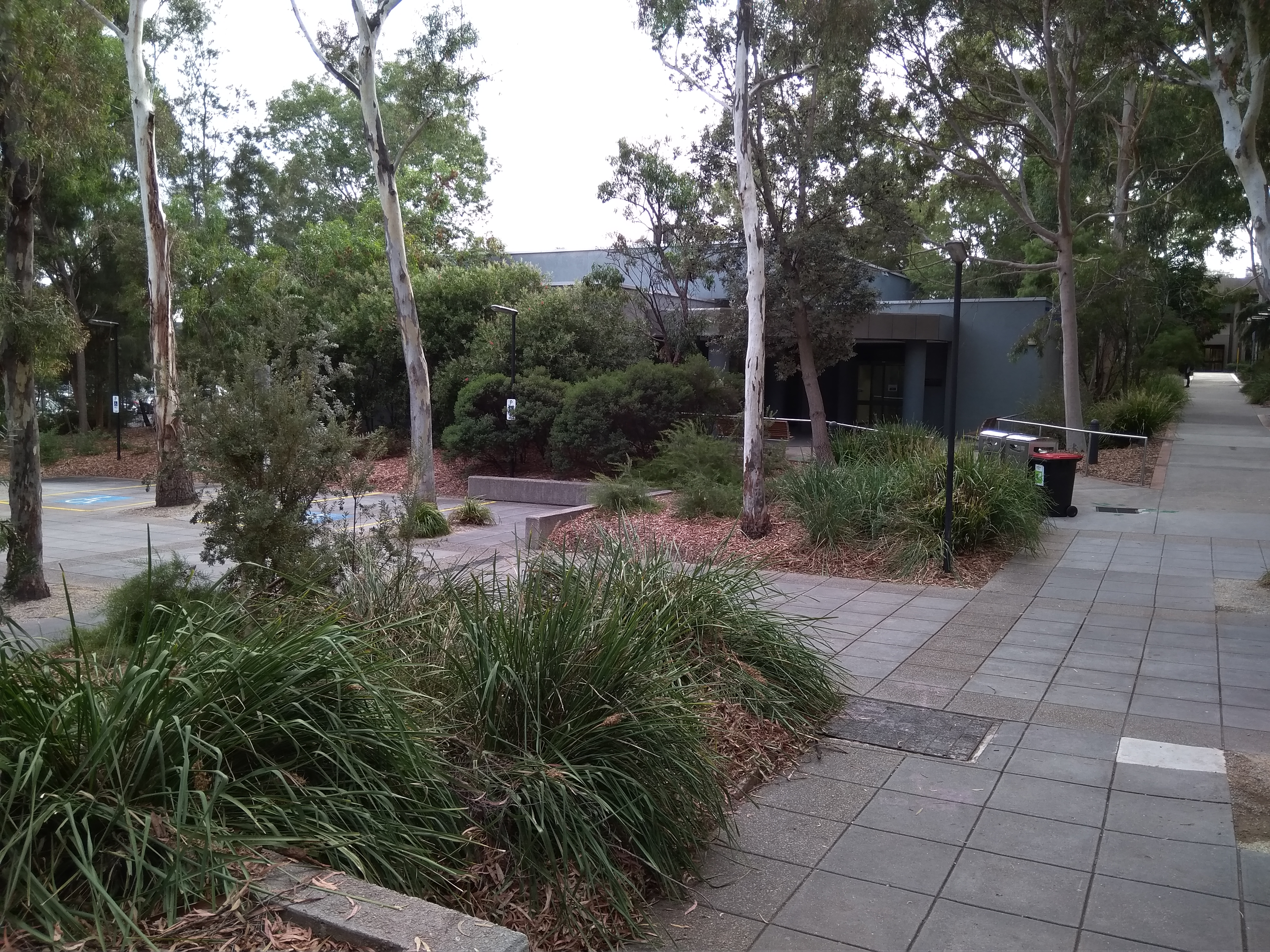
Peninsulaキャンパス

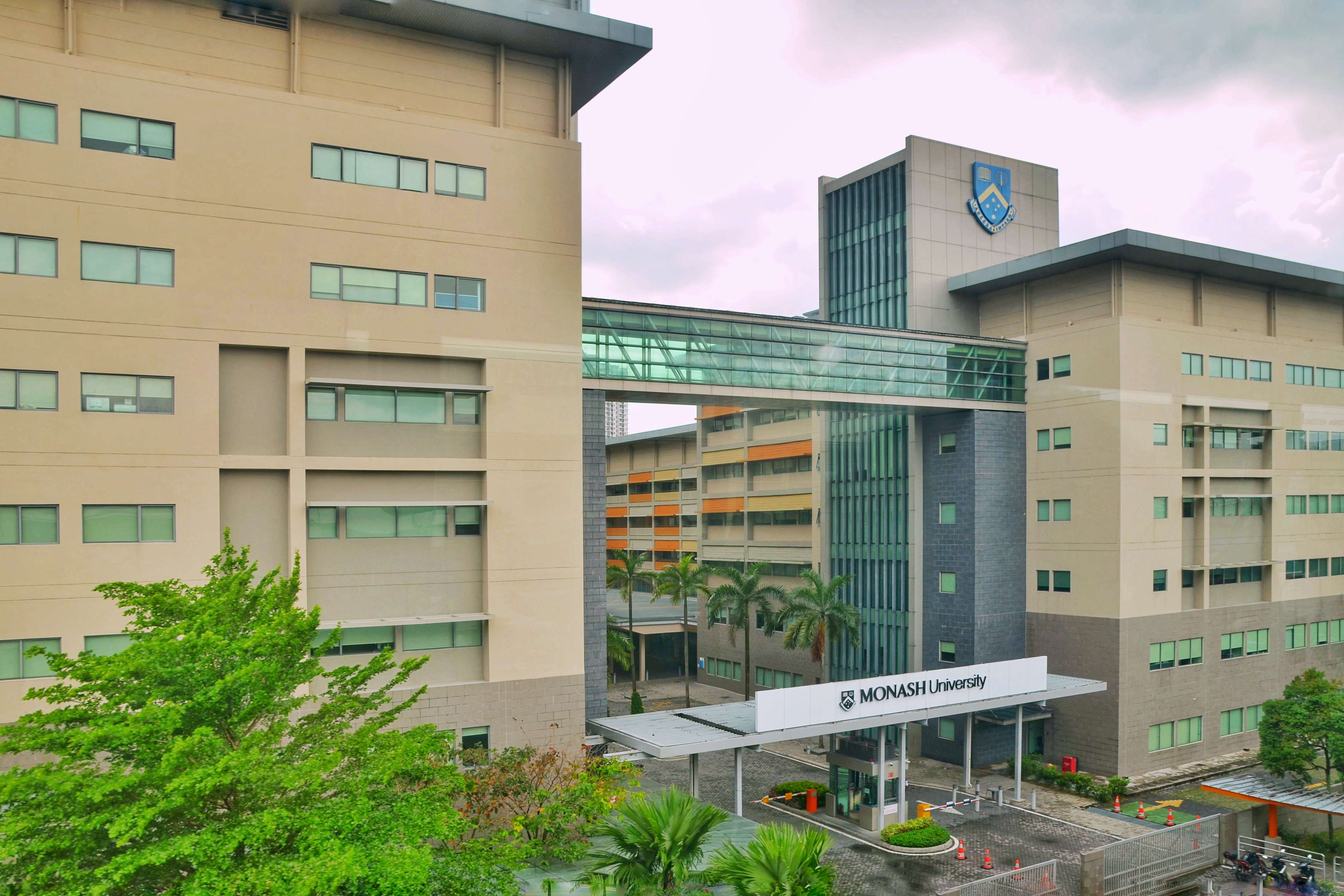
マレーシア分校キャンパス

モナシュ大学（モナシュだいがく、英語: Monash University）は、オーストラリア連邦ビクトリア州メルボルン近郊のクレイトンに本部をおく大学である。本部のあるオーストラリアの他にマレーシアに分校を、インドネシア、中国、インド、イタリアに大学院キャンパスを持つ。
オーストラリアの研究重点8大学"Group of Eight"に属する総合大学であり、優れた教育実績と研究成果により各種の世界大学ランキングにおいて常に上位に位置づけられる名門大学である。2023年THE世界大学ランキングでは世界44位、2023年のQS世界大学ランキングでは世界57位にランク付けされオーストラリアを代表する研究型大学として評価されている。
オーストラリア第2の都市メルボルンは、イギリス・エコノミスト誌の調査部門「エコノミスト・インテリジェンス・ユニット(EIU)」が発表した「世界で最も住みやすい都市ランキング」2017で7年連続1位となっており、アカデミックな雰囲気と治安の良さを持った世界トップクラスの魅力的な街となっている。

## 概要
大学名は1996年に発行され現在も使用されている100ドル紙幣の裏側に描かれている人物でもあるジョン・モナシュ将軍 (en:John Monash) に由来している。校訓はミケランジェロの言葉、「Ancora Impar(私はまだ学んでいる)」 。
2022年のQS世界大学ランキングで世界1位にランク付けされた薬学分野を筆頭に医学・理工・ビジネスの分野で世界最上位の評価を得ている。また芸術系や法学の分野においても世界50位以内の高い評価を得ている。
その国際的な評価と知名度から20,000人を超える留学生が世界100カ国以上から集まっている。
同大学の特筆すべき研究成果として、世界初の体外受精による妊娠、抗インフルエンザ薬リレンザの開発、単回使用の経口抗マラリア薬の開発などが挙げられる。

## 沿革
1958年のビクトリア州議会議定書によってビクトリア州で2番目の大学としてメルボルン南東のクレイトンに建設された。1990‐1991年にthe Caulfield Institute of Technology, the Gippsland Institute of Advanced Education，the Victorian College of Pharmacyと合併しオーストラリアで最大規模の大学となった。

## キャンパス
- クレイトン・キャンパス
- コールフィールド・キャンパス
- アルフレッド・キャンパス
- パークビル・キャンパス
- ペニンシュラ・キャンパス
- ロー・シティ・キャンパス

## 組織
- Art and Design
- Arts
- Business & Economics
- Education
- Engineering
- Information Technology
- Law
- Medicine, Nursing & Health Sciences
- Pharmacy (Victorian College of Pharmacy)
- Science

## 世界大学ランキング
| 出版                  | 2015 | 2016 | 2017 | 2018 | 2019 | 2020 | 2021 | 2022 | 2023 |
| --------------------- | ---- | ---- | ---- | ---- | ---- | ---- | ---- | ---- | ---- |
| QS世界大学ランキング  | 70   | 67   | 65   | 60   | 59   | 58   | 55   | 58   | 57   |
| THE世界大学ランキング | 83   | 73   | 74   | 80   | 84   | 75   | 64   | 57   | 44   |

## 著名な卒業生
- ナーイフ・ビン・マルズーク・ビン・マーニア・アル＝ファハーディー、政治家、大使
- ケヴィン・アンドルーズ（英語版）、政治家
- w:John Bertrand、ヨットマン
- ヘレン・バッキンガム（英語版）、政治家
- アンドルー・ブライドソン（英語版）、政治家
- アンナ・バーク（英語版）、政治家
- w:Elaine Carbines、政治家
- w:Ann Corcoran、政治家
- ティム・コステロ（英語版）、人道主義者
- ピーター・コステロ（英語版）、政治家
- w:Simon Crean、政治家
- ロバート・ドイル（英語版）、政治家
- w:Dianne Hadden、政治家
- Peter Hall、政治家
- w:Carolyn Hirsh、政治家
- ピーター・ホッグ（英語版）、法律家
- デニス・ジェンセン（英語版）、政治家
- Ian Macfarlane、エコノミスト
- w:Julian McGauran、政治家
- ジョン・ミドルトン、法学者、弁護士
- w:Brendan O'Connor、政治家
- w:Gavan O'Connor、政治家
- ケイ・パターソン（英語版）、政治家
- w:Chris Pearce、政治家
- ジョージ・ペル、聖職者
- Robert Ray、政治家
- シャーマン・ストーン（英語版）、政治家
- John Thwaites、政治家
- w:David Williamson、劇作家
- グレッグ・ウィルトン（英語版）、政治家

## 著名な現在および過去の教員
- w:Dorothy Auchterlonie、作家、詩人
- ジム・ブリーン（w:Jim Breen）、コンピューター科学者、EDICTプロジェクト
- w:David Kemp、政治家および政治学者
- ピーター・シンガー、哲学者 (現在 プリンストン大学、US)
- w:Carl Wood、IVF pioneer
- 岩﨑一生、国際私法学者

## 日本における協定校
- 東京大学
- 一橋大学
- 立教大学
- 早稲田大学
- 大阪大学
- 九州大学
- 名古屋大学
- 筑波大学
- 千葉大学
- 埼玉大学
- 神戸市外国語大学
- 明治学院大学
- 成蹊大学
- 愛知大学
- 明石工業高等専門学校